# Сёдзи, Кавика
Кавика Сёдзи (англ. Kavika Shoji; род. 11 ноября 1987 года) — американский волейболист, связующий. Известен по выступлению за сборную США.

## Карьера

### Клубная
Уроженец Гонолулу, где его отец Дэйв Сёдзи работает волейбольным тренером женской команды Гавайского университета в Маноа. Поэтому Кавика и его брат Эрик рано начали играть.
В 2007—2010 годах выступал за ВК «Стэнфорд Кардинал» Стэнфордского университета. В 2010 году стал чемпионом Национальной ассоциации студенческого спорта и был признан лучшим игроком финала.
В 2010—2011 году играл в финском «Тампереен Иску-Воллей», став обладателем Кубка Финляндии.
В 2011 году переехал в Германию, где начал играть в составе берлинского SCC Berlin. В его составе Кавика трижды (2012, 2013, 2014) становится чемпионом Германии, а в 2015 году — вице-чемпионом. В 2012 году назван лучшим связующим чемпионата. А в 2015 году становится бронзовым призёром Лиги чемпионов.
Сезон 2015/16 провёл в турецком «Аркасспоре», в составе которого завоевал бронзу чемпионата.
В 2016 году начал играть в составе новосибирского «Локомотива». Сезон 2017/18 провёл в Серии A.
В 2018—2020 играл за волейбольный клуб «Ресовия».

### Сборная
В 2006 году становится финалистом чемпионата Северной Америки среди молодёжи (до 21 года).
С 2011 года привлекается в сборную США. В её составе становится финалистом Панамериканского Кубка 2011 года, а в 2012 году завоевал Панамериканский Кубок. В 2014 году становится победителем Мировой лиги, а в следующем сезоне — бронзовым призёром Мировой лиги. Также в 2015 году становится победителем Кубка мира.
В 2016 году становится бронзовым призёром Олимпиады.
В 2018 году становится бронзовым призёром чемпионата мира по волейболу и Лиги наций.